# La Congiunta
La Congiunta ist ein Museum am Dorfrand von Giornico in der Leventina im Tessin und wurde nach den Plänen von Peter Märkli und Stefan Bellwalder zwischen 1989 und 1992 errichtet.

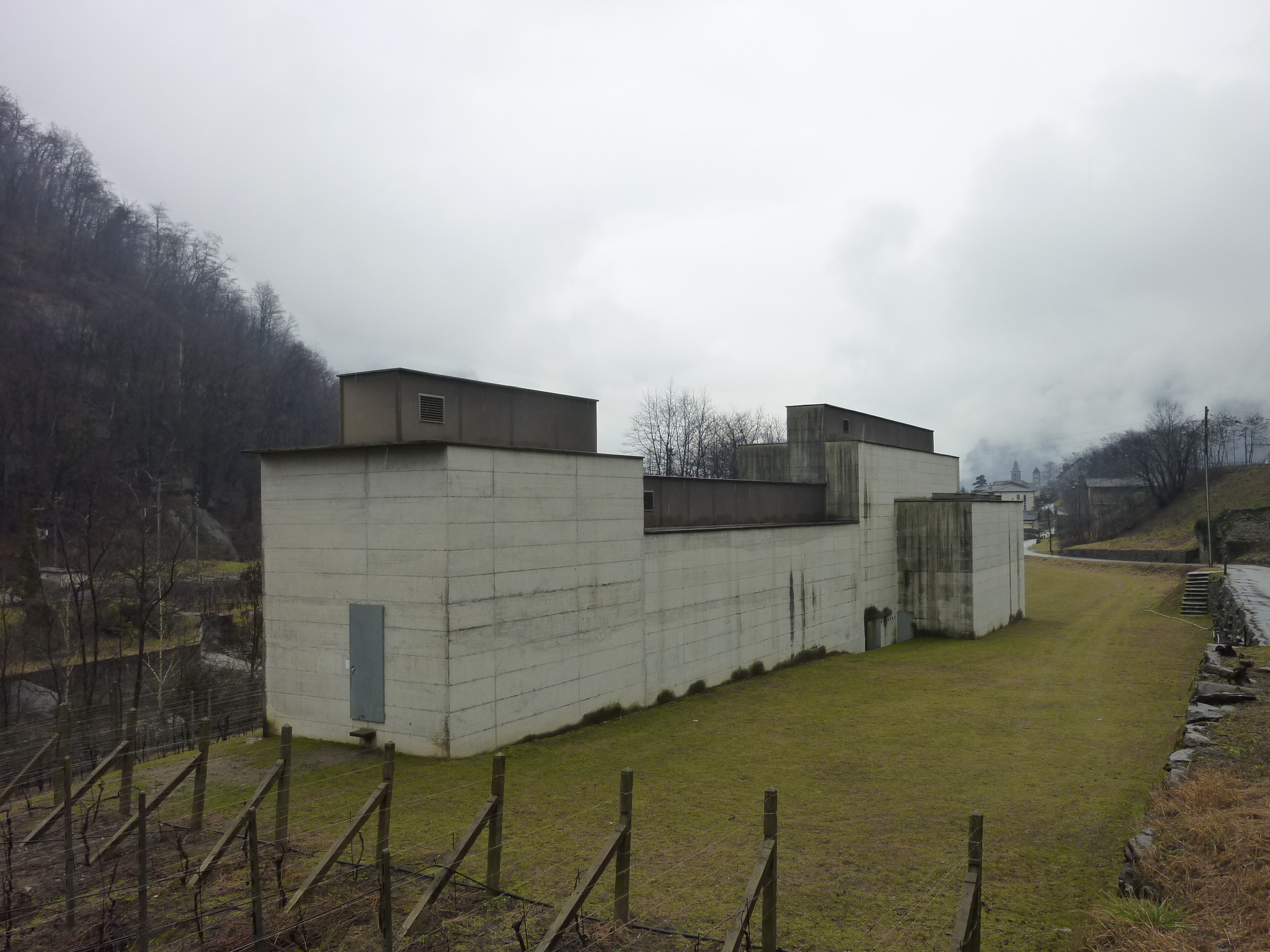
La Congiunta

Den Schlüssel zum Museum kann man im Restaurant Giornico (091/864 22 15) in Giornico abholen.

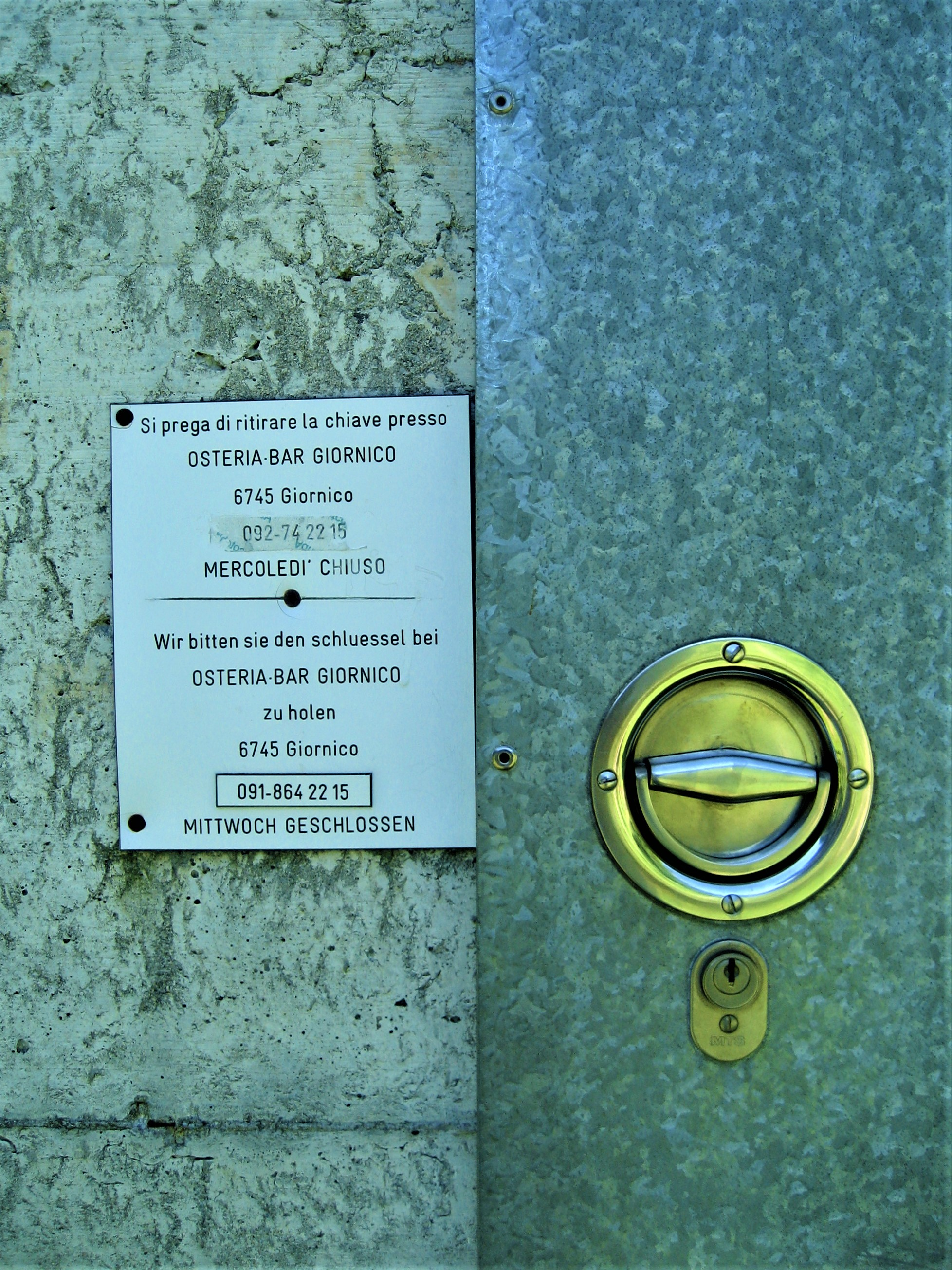
Beschriftung am Eingang

## Architektur

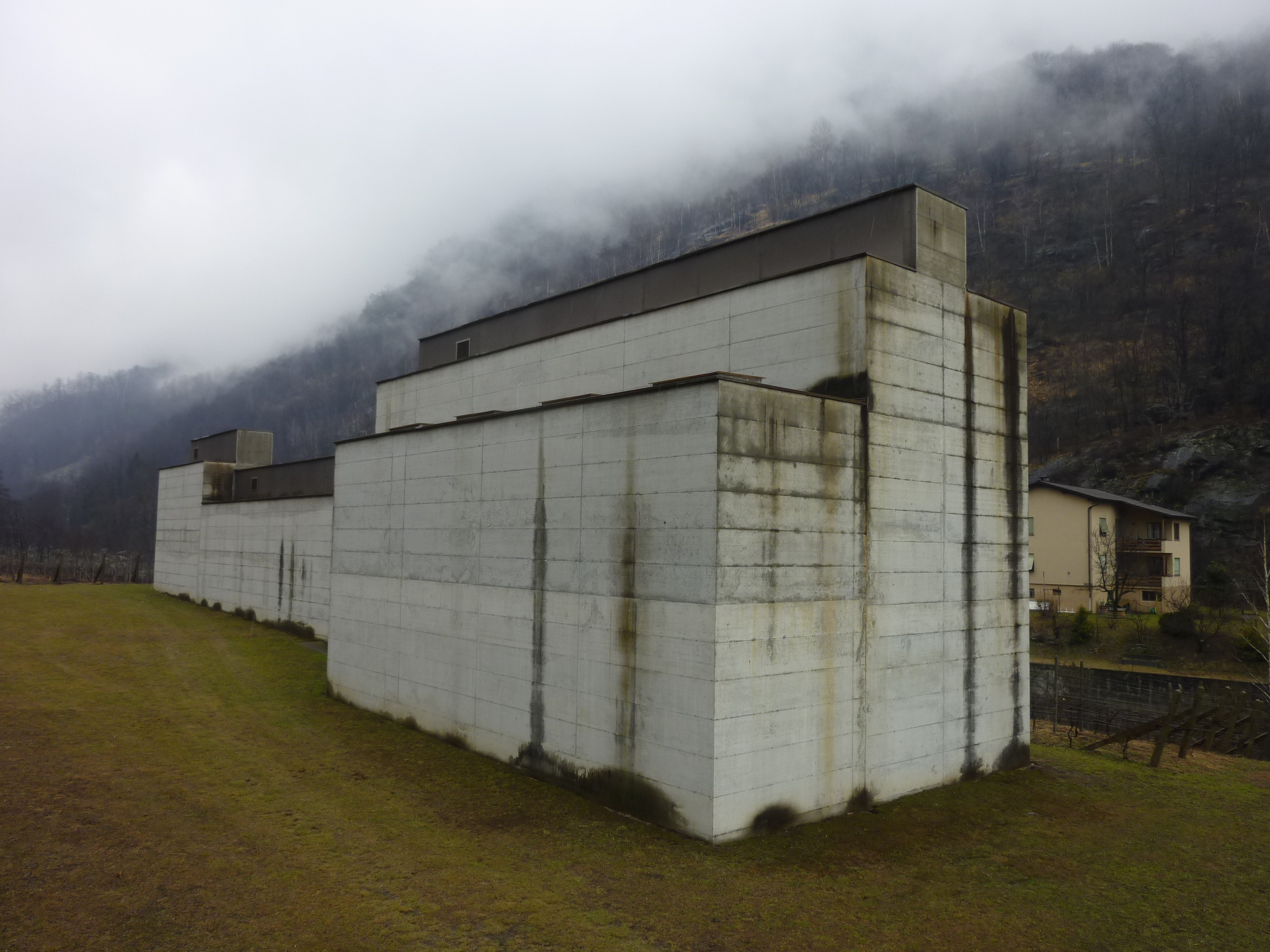
La Congiunta

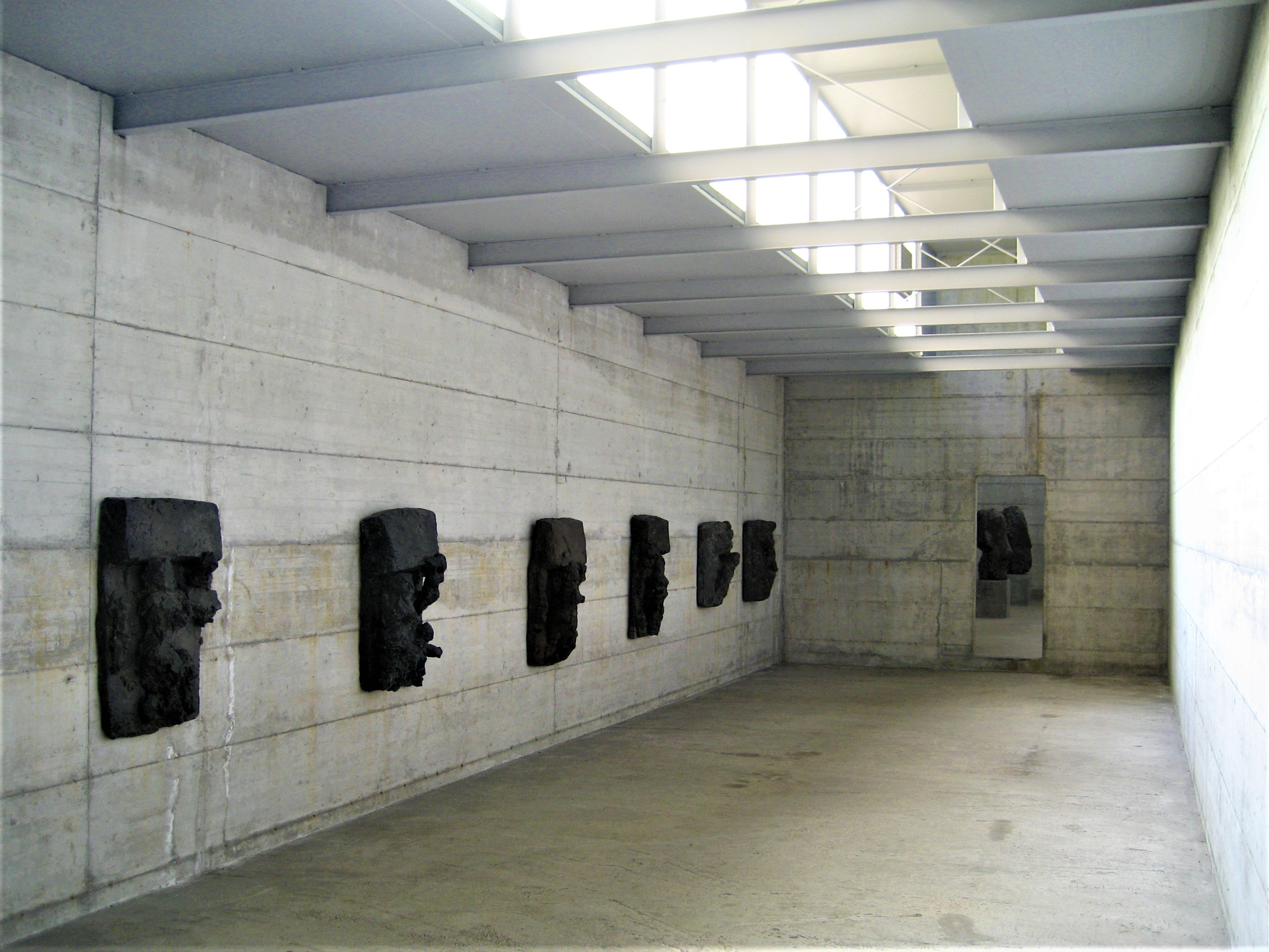
Mittlerer Innenraum

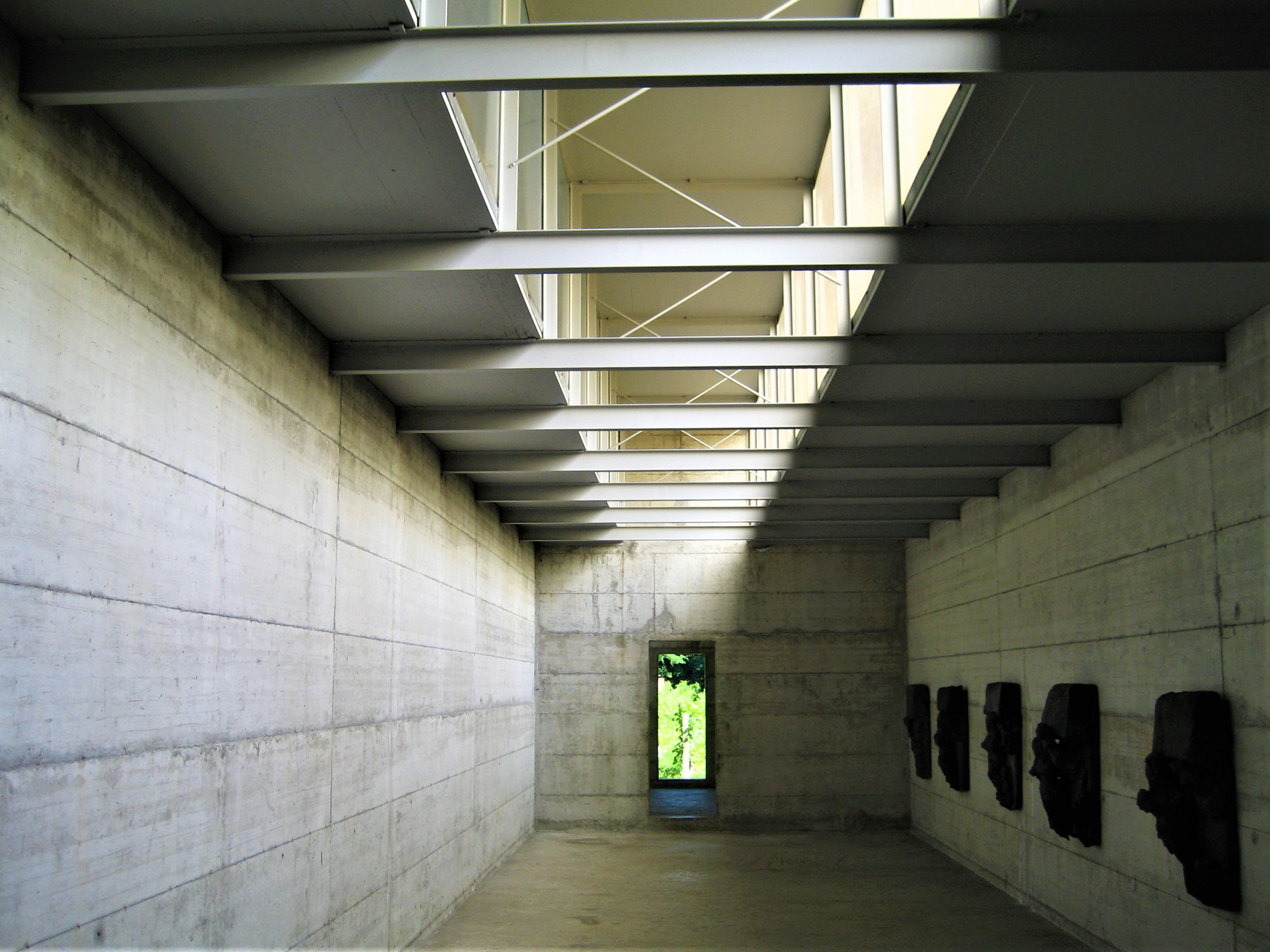
Mittlerer Innenraum

Der schmucklose Baukörper verweist auf das Innere, das Gebäude gibt keinen Hinweis auf seinen Inhalt. Als Lichtquelle für das Innere dienen Bänder im Dachbereich. Im Inneren wird die Konzentration auf die Plastiken gelenkt, es gibt keine störenden Einrichtungen. Es ist eine Abfolge von drei Haupträumen, aber unterschiedlichen Höhen. Der letzte Raum ist um vier Kammern erweitert.

## Museum
Das Gebäude wurde speziell für die Kunst des Schweizer Bildhauers Hans Josephsohn konzipiert. Es enthält etwa 30 Reliefs und Halbfiguren aus der Zeit von 1950 bis 1991.

## Auszeichnungen und Preise
- 1994: Hase in Silber[4]
- 1995: Preis – Neues Bauen in den Alpen
- 1997: Architekturpreis Beton
- 2008: Anerkennung – Ernst-A.-Plischke-Preis

## Filmografie
- 2012: Museo La Congiunta, Giornico by Peter Märkli Architect[5]